# Stadio Arena Garibaldi-Romeo Anconetani
Lo stadio Arena Garibaldi-Romeo Anconetani, nome sponsor Cetilar Arena, è lo stadio di calcio di Pisa. È situato nel quartiere di Porta a Lucca e ospita le partite di calcio del Pisa. Ha una capienza omologata di 12508 posti a sedere.

## Storia

### L'Arena prima del calcio
Prima che il terreno fosse rilevato dal Pisa S.C., l'arena era adibita ad anfiteatro e ippodromo per manifestazioni di vario genere, dal 1807 al 1882, con il nome di Arena Federighi. Proseguì l'attività fino al 1896 con il nome di arena Garibaldi.

### Il calcio pisano prima dell'Arena
Prima del 1919, nel primo decennio di vita della società calcistica di Pisa, vennero utilizzati vari campi da gioco. Prima di imporsi come realtà cittadina, il Pisa Sporting Club era una realtà rionale, una delle tante squadre dei quartieri della città, e inizialmente giocava sul terreno della Piazza d'Armi, attuale Cittadella Vecchia. Con il crescente numero di tifosi e dopo essersi imposta come squadra principale della Città, la squadra usò anche i campi del velodromo Stampace (davanti alla chiesa di San Paolo a Ripa d'Arno) e del Campo Abetone, inaugurato il 4 novembre del 1914. Il campo Abetone fu utilizzato fino al 1919.

### Lo stadio di Pisa
Dopo una partita di prova contro il Livorno, di cui non si conosce la data precisa, lo stadio venne inaugurato il 26 ottobre 1919. Si trattava di un semplice campo da gioco, in quanto le gradinate non erano costituite da una struttura fissa.
In seguito, il Comune di Pisa acquistò il terreno ed eseguì dei lavori di ammodernamento della struttura, con tribuna coperta con tettoia e gradinate in legno, progettate dall'architetto Federigo Severini, con una capienza intorno ai 7 000 spettatori. Lo stadio fu inaugurato nuovamente l'8 novembre del 1931 con il nome di "Campo del Littorio" alla presenza del Re Vittorio Emanuele III e della Regina Elena. In quella occasione si disputò l'amichevole Pisa–Empoli, terminata 3-1 in favore del Pisa. Alla caduta del fascismo, lo stadio riprese il nome di Arena Garibaldi.
Durante la seconda guerra mondiale, l'Arena fu occupata dagli alleati che vi fecero un ospedale da campo, il 7029°. Tra il 1947 e il 1949, a seguito della distruzione del Ponte di Mezzo, ricostruito nel 1950, vi venne ospitata la manifestazione storica del Gioco del Ponte.
Nel 1959, a causa dell'inagibilità dello Stadio dei Pini di Viareggio, vi è stata disputata la finale del Torneo di Viareggio.
Alla fine degli anni cinquanta venne costruita la Curva Nord, mentre la costruzione della Curva Sud venne completata con la promozione del Pisa in Serie A del 1968.
Nel 1978 venne chiuso l'anello col prolungamento delle due curve a ridosso della tribuna e della gradinata. Nell'estate del 1982 Romeo Anconetani fece ristrutturare la vecchia tribuna coperta, abbattendo la copertura originaria. Lo stadio è arrivato, tra il 1982 e il 1994, a ospitare fino a 35 000 spettatori.
L'ultima ristrutturazione avvenne nell'estate del 1990, in vista del ritorno in Serie A. Vennero compiuti lavori di ristrutturazione generale dell'impianto, con l'installazione di nuove torri faro per un'illuminazione più omogenea del campo di gioco, l'abbassamento di tutti i settori e la demolizione della pista di atletica, che hanno portato l'Arena Garibaldi alla capienza di circa 25 000 posti.
Dopo il fallimento del Pisa Sporting Club la struttura per qualche anno è caduta in disuso. La Curva Nord rimase chiusa fino al 6 aprile del 1997, giorno del derby Pisa-Livorno. Più di metà della Curva Sud è da allora inagibile.
Nel 1998 ha ospitato il terzo turno preliminare della UEFA Champions League 1998-1999 tra l'Inter e i Lettoni dello Skonto Riga.
Nel 1999, a seguito della scomparsa del tifoso Maurizio Alberti, la Curva Nord è stata intitolata alla sua memoria.
Il 9 dicembre 2001, poi, lo stadio è stato cointitolato a Romeo Anconetani. Il nuovo nome dell'impianto è " Arena Garibaldi - Stadio Romeo Anconetani". Il 14 luglio del 2002 è stata apposta una targa commemorativa.

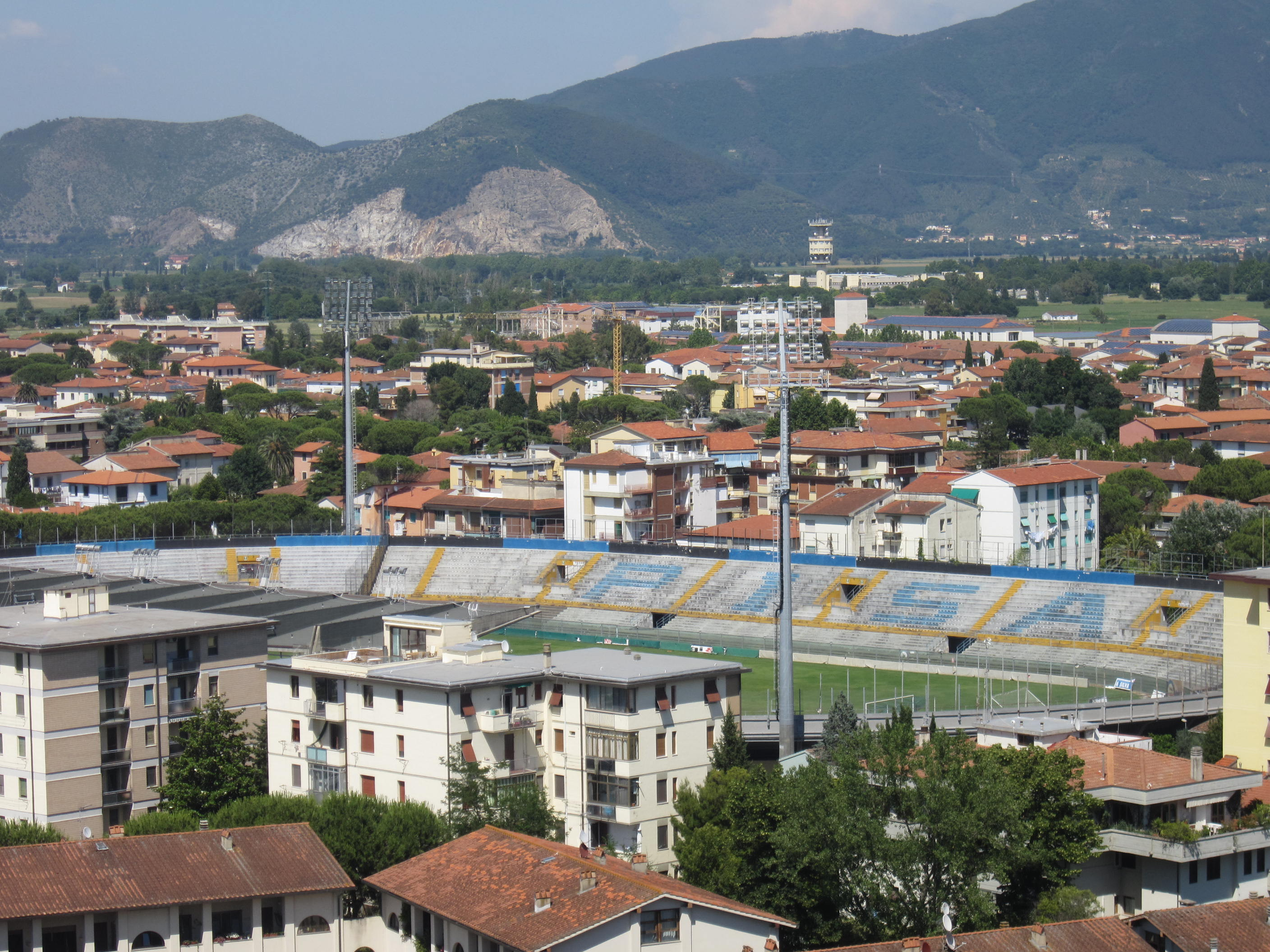
L'Arena vista dalla Torre di Pisa.

Il 23 aprile 2005, a seguito della scomparsa di Gianluca Signorini, gli è stata intitolata la Gradinata.
In occasione del ritorno del Pisa in Serie B, nel 2007 lo stadio ha subito dei lavori di messa a norma, soprattutto nella Curva Nord, settore popolare dei tifosi pisani, che è stata ampliata di circa 2 000 posti a seguito di numerose richieste di biglietti per quel settore. L'ampliamento è avvenuto mediante l'installazione di seggiolini colorati nella parte inferiore della curva, mentre gli altri settori sono rimasti uguali nella loro capienza. Nel 2007 è stato installato anche un nuovo tabellone luminoso, che tuttavia è caduto in disuso a seguito del fallimento del Pisa nel 2009; successivamente è stato rivestito con pannelli pubblicitari.
Per volere dell'allora presidente pisano Luca Pomponi, nel 2009 il tunnel degli spogliatoi, gli spogliatoi stessi e gli uffici sono stati ristrutturati ed è stata realizzata la "Galleria del Centenario", con una rassegna di gigantografie riassuntive della storia societaria, poste nel corridoio dei sotterranei dello stadio.
Nel 2015 l'Arena ha ospitato per la seconda volta nella sua storia la finale del Torneo di Viareggio 2015.
Nel corso della stagione 2019-2020 la struttura ha subito degli interventi che hanno portato la capienza a 9500 posti e successivamente fino a 9942.
Il 31 luglio 2024 lo stadio assume il nome sponsor di Cetilar Arena.
Durante la stagione 2024-2025, grazie ai lavori di risanamento, la capienza dello stadio è tornata ad essere sopra i 10 mila posti. Ulteriori lavori di ampliamento per la completa riapertura del settore Curva Nord hanno portato la capienza dello stadio a 11293.
A seguito della promozione dopo 34 anni in Serie A del Pisa Sporting Club e in vista della stagione 2025-2026, ulteriori lavori di risanamento hanno permesso di aumentare la capienza fino a 12508 posti, con interventi che hanno visto la creazione di numerosi field box in tribuna inferiore, l'incremento della tribuna stampa, una nuova palestra e la riapertura totale della curva sud, destinata sia ai tifosi locali sia agli ospiti.

## Progetti futuri
La posizione dello stadio, inglobato nel centro cittadino e quindi fonte di disagi, nei giorni d'impiego, per i residenti del quartiere di Porta a Lucca, è da taluni giudicata inadeguata alle moderne esigenze per un impianto sportivo di tale entità. In ragione di ciò, è stata avanzata l'idea di costruire un nuovo stadio nella zona industriale di Ospedaletto, alla periferia sud-est della città, contestualmente all'edificazione di un villaggio polisportivo, servito anche da una nuova stazione ferroviaria; l'Arena verrebbe pertanto demolita, con ridestinazione del terreno all'edilizia residenziale.
Il progetto del nuovo stadio fu inserito nel programma elettorale 2008-2013 del candidato a sindaco Marco Filippeschi, risultato poi eletto, ma rimase lettera morta. Cinque anni dopo, in vista delle elezioni amministrative del 2018, venne invece avanzata la proposta di una profonda ristrutturazione dell'impianto esistente.

## Eventi sportivi

### Incontri della nazionale italiana

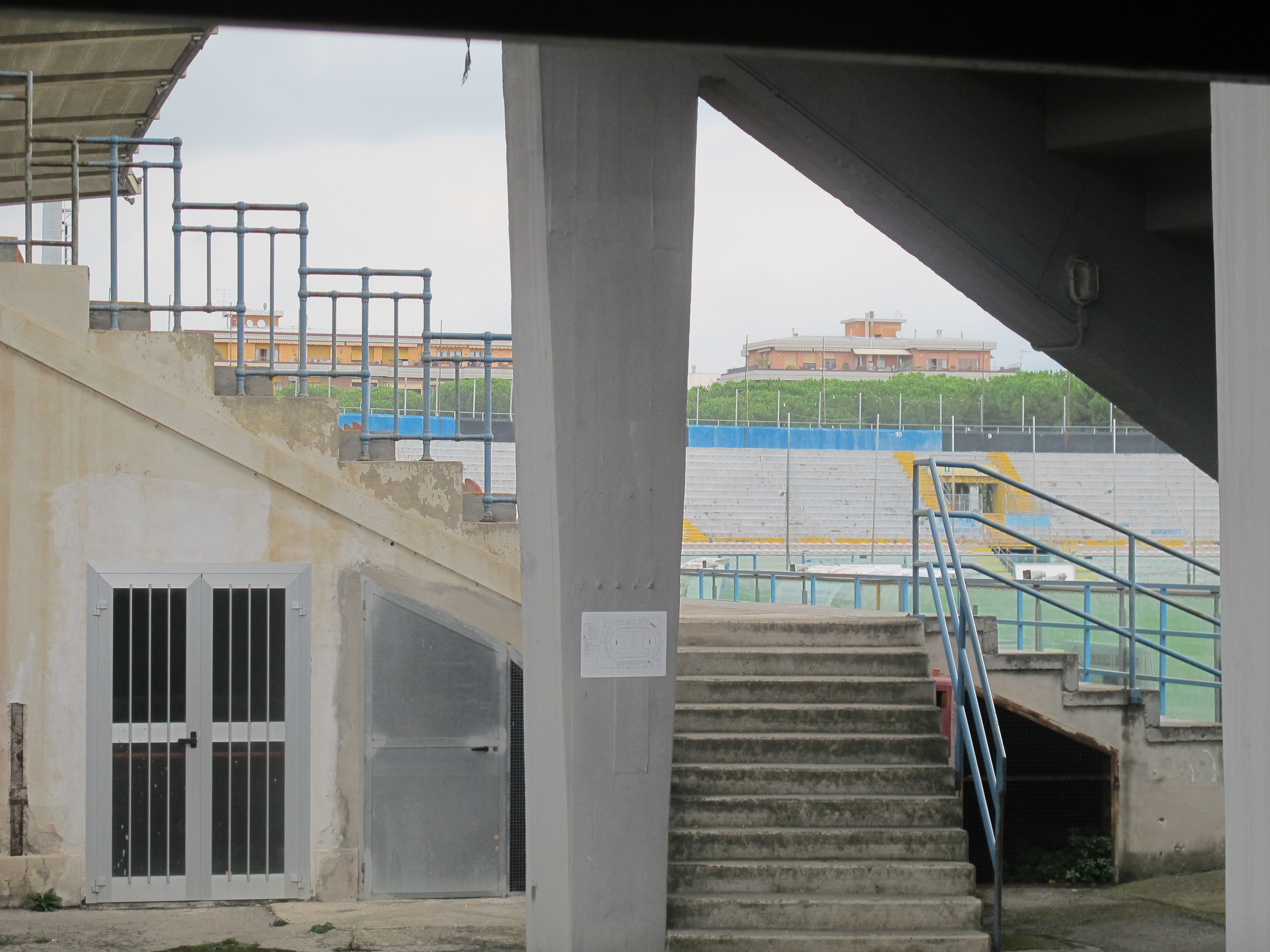
Scorcio verso la curva nord dall'interno della tribuna coperta

Lo stadio Arena Garibaldi è stato sede di quattro incontri amichevoli della nazionale di calcio dell'Italia: il 23 settembre 1987 contro la Jugoslavia, terminato con il punteggio di 1-0 in favore degli Azzurri; il 22 febbraio 1989 contro la Danimarca, terminato anch'esso con il punteggio di 1-0 in favore dell'Italia;  10 febbraio 1999, contro la Norvegia, conclusasi 0-0; il 6 giugno 2009, contro la Irlanda del Nord, terminato 3-0 in favore dei padroni di casa.

### Coppa Mitropa 1985-1986
| Arbitro: | Matusik |

| |            |                                                                                                |
| Colantuono 42’ Kieft 77’                                                                                                | Marcatori  |                                                                                                |
| Mannini Colantuono (86' Chiti) Volpecina Mariani Ipsaro Progna Berggreen Armenise Kieft Giovannelli Muro (58' Baldieri) | Formazioni | Mező Cseke (68' Varga) Nagy (35' Bücs) Duró Till Szűcs Zs. Magyar B. Magyar Szabó Mörtel Benyó |

### Coppa Mitropa 1987-88
| Arbitro: | Liska |

|                                       |           |  |
| Cecconi 33’ Sclosa 36’ Bernazzani 75’ | Marcatori |  |

### 3º Turno Preliminare Champions League 1998-1999
| Arbitro: | Stuchlik |

|                                                   |           |  |
| Zamorano 4’ Simeone 10’ Ventola 21’ R. Baggio 59’ | Marcatori |  |